# Silveria Espinosa de Rendón
Silveria Espinosa de los Monteros y Dávila (Sopó, 20 de juny de 1815—Bogotà, 16), més coneguda com Silveria Espinosa de Rendón, va ser una escriptora colombiana, una de les més importants del país al segle xix, destacada especialment per la seva poesia mística.

## Biografia
Va néixer a Sopó el 20 de juny de 1815, en una família de periodistes. Era fill de Bruno Espinosa de los Monteros, espanyol natural de Sevilla i un dels impressors més antics de Bogotà, i de la bogotana Antonia Dávila. Va ser educada amb classes de literatura i d'italià per part de l'escriptor Juan Francisco Ortiz. Es va casar dues vegades, la segona el desembre del 1848 amb Telésforo Sánchez Rendón, que era director general d'impostos, de qui va quedar vídua sense arribar a tenir fills.
Com a vídua d'una família benestant, i sense fills a càrrec, Espinosa va dedicar-se a l'activitat literària, principalment a la poesia. És considerada l'escriptora colombiana més antiga després de Francisca Josefa del Castillo i Josefa Acevedo de Gómez, i a la seva època va ser una de les més conegudes a l'estranger. Les primeres obres van aparèixer a l'antologia El Parnaso Granadino (1848), i després va col·laborar en d'altres com La Guirnalda, El Aguinaldo Religioso (1858), La Lira Granadina (1860), Corona Poética de la Virgen María (1872) i El Parnaso Colombiano (1887), aquest darrer de forma pòstuma. També en diversos diaris colombians com El Catolicismo, La Caridad, El Mosaico, La Mujer, entre d'altres, i estrangers, com, per exemple, la revista Panorama Universal de Madrid, on publicar la poesia El canto de Agareno el 1856.
A més de poesia, conreà la narrativa històrica, el teatre i la novel·la didàctica, a més de fer col·laboracions amb diaris amb articles de costums, literaris o morals, així com notes biogràfiques, descriptives, històriques o necrològiques. També va traduir obres poètiques de l'italià. Algunes obres van ser Lágrimas y Recuerdos (1850), un fulletó que relata l'episodi històriques d'expulsió dels jesuïtes de Colòmbia, o en l'àmbit didàctic Educación de las jóvenes. Els darrers dies de la seva vida va escriure Consejos a las niñas cristianas, que va deixar als colombians en el seu testament i que es va publicar el 1886, després de la seva mort. Val a dir que moltes de les seves obres van restar inèdites, tant poesia com prosa.
Va morir el 16 d'agost de 1886, als 71 anys.

## Obra
Espinosa va ser una dona pietosa i fervent catòlica, i això es veu en la seva poesia, que tracta majoritàriament temes religiosos. Escriptora sentimental i mística, amb una poesia dolça i melodiosa, la seva obra va tenir molt de ressò en l'àmbit literari de l'època. Segons Soledad Acosta, va ser molt millor en la poesia que en la prosa. La seva obra poètica tractava els temes religiosos amb un estil senzill, fàcil i natural en les seves obres poètiques, majoritàriament místiques, mentre que la prosa contrastava amb la poesia a causa de l'amanerament artificiós dels seus articles i obres, que seguien o imitaven un estil antic i de sensibilitat exagerada. La seva obra El divino modelo de las almas cristianas (1866) ha fet que sigui considerada una de les poetesses místiques més importants de Colòmbia.
- Lágrimas i recuerdos (1850). Bogotà: Imprenta Espinosa.[8]
- Pesares i consuelos en el destierro de nuestro dignísimo prelado Sr. D. Manuel J. de Mosquera (1852). Bogotà: Imprenta Espinosa[8]
- El divino modelo de las almas cristianas: poesías (1866). Bogotà: n. p.[8]